# Tállyai vár
Tállya vára a tatárjárás után, valamikor a 13. században épült és 1650-ig állt fenn.

## Fekvése
Tokajtól északknyugatra, a Tállya Óvár-hegyen állt.

## Nevének eredete
Tállya nevét valószínűleg francia eredetű bevándorlóiról kaphatta, akiket a tatárok pusztításai után telepítettek a környékre és bizonyára a francia taille, (magyarul vágás, irtás) szóból ered és arra utalhat, hogy a hegy oldalának bozótját lakosai a szőlőtelepítések előtt kiirtották.

## Története
Tállya és környéke már ősidők óta lakott volt. Várát valószínűleg a tatárjárás után építették. Egy 1255-ben kelt oklevélben a terület birtokosaként az Aba nemzetségbeli Debrei Bökény és a Debrei család volt említve. E családé volt egészen a 15. század végéig.
A vár nevét 1404-ben említették először, amikor Zsigmond király fegyveresei a király ellen fellázadt Debrői István birtokában lévő tállyai várat elfoglalták. A vár elfoglalása után Czudar Péter özvegye is a király fogságába került, akit Zsigmond minden vagyonától megfosztott és az elvett birtokokat híveinek Csebi Mihály fiainak: Jakabnak, Miklósnak, Istvánnak és Lászlónak adományozta, majd 1413-ban 8000 forintért, tartozékaival együtt Kapy Andrásnak zálogosította el, azonban azt még 1422 előtt visszavette, majd Garay Jánosnak és feleségének adta hozományul 12 000 arany forint értékben. Garay azonban ugyanezért az összegért, még ebben az évben a Boszniában levő Szrebrenik váráért és más városokért elcserélte azt a királlyal. Tállya várának birtokosa 1433-ban Brankovics György szerb despota lett, majd 1454-től újra királyi birtok lett, amit Mátyás király 1464-ben 15 000 forintért Szapolyai Imrének adott zálogba.
A mohácsi csata után a Szapolyai Jánost támogató Perényi Péter, a vár akkori tulajdonosa, (aki 1527 szeptemberében harc nélkül feladta magát I. Ferdinándnak, Szapolyai seregének Tokajnál szenvedett veresége után) A várat elfoglaló I. Ferdinánd 1527. november 3-án Báthory István erdélyi vajdának ajándékozta a várat, Boldogkővel, Tokajjal és Regéccel együtt. 1536-ban azonban Szapolyai híveinek sikerült visszavenniük a várat. A vár kapitányát Boér Nagy Lászlót a várból csellel kicsalták, elfogták és Regéc várába zárták, mire az őrség is meghódolt. Ezután a várat a Ferdinánd-párti Serédi Gáspár ostromolta meg és foglalta el, majd rombolta le a várat, melyet később már nem építették újjá.
Serédi Gáspár 1541-ben a királytól a tállyai uradalomra is adománylevelet kapott. Tállya 1560-ban Alaghy János, György és Menyhért a birtokosa, később Alaghy János Judit leányának fiai, Mágóczy Gáspár és Ferenc örökölték. Tállyát 1631-től zálogjogon Pálffy István, majd I. Rákóczi György birtoka lett. Felesége, Lorántffy Zsuzsanna 1650-ben a vár romjait is lebontatta, melynek köveit a faluban gazdasági épületek építéséhez használták fel.